# Господин Никто (фильм, 2009)
«Господин Никто» (англ. Mr. Nobody) — фильм режиссёра Жако Ван Дормаля, вышедший в 2009 году и рассказывающий о судьбе и многих возможных её вариантах главного героя картины Немо Никто.
Немо просыпается в отдалённом будущем в возрасте 118 лет и пытается вспомнить факты своей биографии. Он рассказывает о своей жизни как о множестве параллельных настоящих жизней, которые он прожил. Являясь коллекцией всевозможных идей, этот фильм, по словам режиссёра, задаёт вопросы, но не даёт ответов — именно это было основой фильма. Главная же проблема заключается в том, что каждый человек вынужден делать выбор, и не бывает правильного или неправильного выбора. Даже, казалось бы, самое неудачное решение может привести к очень счастливым последствиям — и наоборот.
Теглайн: Всё возможно, пока не сделан выбор.

## Сюжет
2092 год. Главный герой, называющий себя Немо Никто (англ. Nemo Nobody) — 118-летний старик, последний смертный человек на Земле. Дни, оставшиеся до его кончины, стали объектом реалити-шоу и транслируются для бессмертного населения планеты. Вокруг — люди, чьи клетки обновляются искусственно, тем самым предотвращая старение. Они бессмертны.

Для меня было важным то, чтобы главный герой оказался последним из смертных. Так, чтобы он оказался в окружении бессмертных… Меня особенно привлекала идея контраста между бессмертными, которые не должны больше заниматься собственным воспроизводством и которые не ведают больше ни секса, ни любви, и пожилым человеком, который только и делает, что говорит о любви. Тут обязательно возникает вопрос, что лучше: быть бессмертным и не знать секса или все-таки остаться смертным, но испытывать такие радости.
— Интервью режиссёра Жако Ван Дормаля
Сам Немо утверждает, что ничего не помнит о своём прошлом, но психиатр и тайком пробравшийся в палату к господину Никто журналист вытягивают из него подробности его жизни, всё больше и больше запутывая себя и зрителя. Весь фильм представляет собой хаотические обрывки воспоминаний господина Никто, из которых складывается несколько взаимоисключающих историй его жизни. Непонятно, какие из воспоминаний реальны, а какие — просто возможное развитие жизни Немо, которое так и не произошло.
Сюжет фильма имеет древовидную структуру, то есть, начиная с момента рождения главного героя, зрителю показывают многие из возможных вариантов развития его жизни, которые в целом образуют несколько «ответвлений».

### Рождение
Рассказ героя начинается с того, что, по еврейской легенде, до момента своего рождения дети помнят всё, что будет с ними после, но перед самым рождением ангелы забвения прикладывают палец к губам малышей, и они всё забывают, а под носом у них появляется ямка. Но ангелы забыли про Немо. Подобная идея использована также французским писателем Бернардом Вербером в его произведении «Империя ангелов».
Согласно концепции древнегреческого философа Платона, бессмертная душа человека обладает абсолютным знанием, однако перед рождением это знание «забывается», при этом весь процесс познания человека в ходе жизни трактуется как «воспоминание» душой забытого материала 
Первый свой выбор маленькому Немо приходится совершать при выборе родителей, второй — при их разводе: он должен решить, с кем ему остаться, с мамой или папой. Сцена происходит на вокзале с названием «chance» («шанс»), мама уезжает на поезде, а отец остаётся. В обоих случаях он выбирает маму. Но в одной реальности она успевает втянуть его в поезд, а в другой из-за спавшего с ноги кроссовка он не дотягивается до руки матери, и ему приходится остаться с папой, в зависимости от этого меняется его судьба.

### Жизнь с матерью
1. Анна приходит в класс, в котором учится Немо. В один день Немо сидит на пляже, к нему подбегает Анна и зовёт купаться, но Немо не умеет плавать.
  - Немо говорит, что её подруги — дуры, и «Я с дурами не купаюсь», чем отпугивает её. Всю жизнь он жалеет о тех словах. Однажды, много лет спустя, он встречает Анну на вокзале с двумя её детьми, происходит неловкий разговор, у обоих на лицах читается сожаление, они снова расходятся.
  - Немо по секрету признаётся Анне, что не умеет плавать, она остаётся с ним, и они сближаются. Она — первая настоящая любовь Немо и отвечает ему взаимностью.
Много лет спустя Немо женат на Анне, у них двое детей, они счастливы. Немо работает на телестудии и, возвращаясь однажды домой, гибнет в результате несчастного случая (тонет, упав в машине с обрыва в водоём).
2. Мать Немо встречается с отцом Анны — Гарри. 
В результате Анна и Гарри живут в одном доме с Немо и его матерью. Позднее их чувствам придётся пройти через суровое испытание: Гарри расстаётся с матерью Немо, и пятнадцатилетняя Анна уезжает с ним в Нью-Йорк. Они теряют связь друг с другом. Через много лет Немо работает чистильщиком бассейнов. Его надежда увидеть Анну ещё живёт в его душе, но с каждым днём становится всё слабее. И вот однажды он её находит. Они встречаются светлым днём на вокзале и моментально узнают друг друга в толпе прохожих. 
Через столько лет Анна не готова сразу возобновить отношения и просит Немо подождать. Она просит позвонить ей через два дня по телефону и встретиться у маяка. Но листок, на котором она оставляет свой номер, намокает под дождём, и они опять теряют друг друга. Немо живёт жизнью бездомного на скамейке у маяка, у которого они хотели встретиться, но Анны всё нет.

### Жизнь с отцом
Маленький Немо остался с отцом, который превратился в беспомощного инвалида. Немо ухаживает за больным отцом, становится замкнутым, необщительным, не следит за внешностью. Работает в магазине, а свободное время проводит дома за печатной машинкой, сочиняя фантастическую повесть о путешествии на Марс. Однажды он приходит на школьную дискотеку, где встречает юную Элизу и влюбляется в неё с первого взгляда. Он приезжает к дому Элизы с целью объясниться с ней. Здесь следует разветвление.

#### Кома
Немо видит Элизу с её 22-летним другом, понимает, что ему не на что рассчитывать, и уезжает. Расстроенный, он несётся на мотоцикле по ночной лесной дороге, падает и оказывается в больнице в состоянии комы. Он чувствует запахи, тепло, видит свет через закрытые веки, может думать, но не может пошевелиться. Присутствует намёк на воссоединение его родителей, они вместе приходят его навестить. Немо продолжает пытаться вспомнить пальцами движения по клавиатуре, и в последней сцене из этой линии ему удаётся пошевелить пальцем и открыть глаза.

#### Жизнь с Элизой
Немо объясняется с Элизой. Она отказывает ему, потому что любит другого, но Немо продолжает уверять её в своих чувствах к ней и в светлом будущем. Элиза поддаётся, и через пару лет они женятся. Далее следует ряд разветвлений:
- Элиза гибнет в результате аварии по возвращении со свадьбы. Немо хранит её прах, собираясь развеять его на Марсе, и в итоге в отдалённом будущем летит туда. Остаётся неясным, происходит ли это на самом деле или лишь в его фантастическом романе.
- Немо не долетает до Марса, корабль взрывается, и он не хоронит прах и не встречает Анну.
- Немо развеивает прах над поверхностью Марса, как и обещал Элизе при первой встрече. На борту космического корабля он знакомится с Анной, но корабль терпит крушение в результате встречи с метеоритами.
- Немо работает на телестудии, где встречается с Анной после смерти её мужа — коллеги Немо. Муж Анны гибнет на той же дороге при тех же обстоятельствах (тонет, упав в машине в водоём), как погиб бы Немо в ответвлении жизни с Анной. Немо проезжает по этой дороге в то же время, как проезжал бы тогда, и видит, как машину с телом водителя поднимают из воды. После похорон Немо пытается заговорить с Анной, чувствуя, что они знакомы и их тянет друг к другу. Анна, внутри явно чувствовавшая то же самое, в смятении уходит от разговора, испугавшись напора Немо.
- Немо и Элиза заводят троих детей. Их брак очень несчастен: Элиза страдает хронической усталостью, депрессией и практически не выходит из дома. С каждым днём ей всё хуже: у неё начинаются приступы истерики, попытки уйти из дома. Немо, как может, старается сохранить их брак, делает вид, что всё в порядке, но наедине сам с собой признаёт, что все его действия беспомощны и нелепы. Осознав, что причиной её состояния является жизнь с нелюбимым человеком, Элиза уходит из дома.

#### Жизнь с Джин
Немо объяснился с Элизой, но она отказывает ему, потому что любит другого. Немо приходит домой и говорит отцу: «Я женюсь на первой девушке, которая со мной потанцует». Парень полон решимости и в тот же вечер отправляется в местный клуб, где встречает Джин. Они танцуют. Позже, увозя её домой из клуба на своем мотоцикле, Немо принимает «множество глупых решений» (как он сам их позже оценит):

# Я больше никогда не буду полагаться на случай
1. Я женюсь на девушке, сидящей на моём мотоцикле
2. Я разбогатею
3. У нас будет дом, большой дом, жёлтого цвета, с садом и двое детей: Пол и Майкл
4. У меня будет кабриолет (красный кабриолет) и бассейн, я научусь плавать
5. Я не остановлюсь, пока не добьюсь успеха.

— цитата из фильма
Все свои планы Немо претворяет в жизнь и, казалось бы, добившись всего, что хотел, оказывается несчастным. Немо здесь — заложник собственных юношеских порывов и амбиций, и жизнь его скучна и неприятна. Устав от подобного существования, Немо снова начинает полагаться на случай (монету) в принятии решений. Он подходит к человеку, встречающему мистера Джонса, и называется этим именем. Затем получает его номер в гостинице. Здесь следует ещё разветвление. В первом случае его по ошибке убивают в ванной выстрелом в грудь и закапывают в лесу. Во втором случае убийца стреляет в шею, и Немо попадает в реанимацию.

### Не родился
Немо, находясь в странном городе, следуя подсказкам, которые находит буквально везде, попадает в старый заброшенный дом, где смотрит видео и видит самого себя в будущем, который объясняет Немо, что в этой реальности он не существует. Возможными причинами он называет (разветвление): отец поскользнулся, начался дождь, и родители не встретились; отец погиб в детстве, катаясь на санках; родителям не удалось зачать ребёнка; в доисторические времена погибла его прародительница (здесь применяется теория о том, что есть некое пространство, в котором находится всё, что могло существовать, но по каким-то причинам не существует).

#### Странности
Иногда по ходу сюжета мы можем видеть, как Немо наблюдает странные явления: людей и объекты из другой версии его жизни, сны о ней. Однажды один человек (сосед Анны) даже говорит ему: «Немо! Ого! Я слышал, что ты умер. Утонул». Это является намёком на другую его жизнь, когда он тоже был телеведущим, но жил с Анной. Это можно объяснить тем, что всё происходит в голове маленького мальчика, или тем, что Немо не может сделать выбор своего жизненного пути (режиссёр акцентирует на этом вопросе особое внимание, не давая ответа).
Кроме этого, Немо непроизвольно мочится, когда видит будущее. Такое происходило с ним до 15 лет.

### Конец фильма
Перед смертью господин Никто говорит журналисту, что ни он, ни журналист не существуют на самом деле: они все находятся в воображении того мальчика, вынужденного сделать выбор на вокзале. Маленький Немо просматривал различные варианты своей жизни с отцом или матерью, чтобы выбрать, с кем ему жить. Так и оказывается: досмотрев воспоминания о будущем до самого конца, Немо разбирает их на кусочки и понимает, что ему не нравится ни один вариант. Тогда девятилетний Немо, наконец, делает выбор и убегает в сторону от вокзала, от отца и поезда с матерью, таким образом возникает ещё один вариант жизни Немо, когда он отказался от выбора.
В последние моменты жизни Немо вспоминает, что, несмотря ни на что, он всё-таки дожидается Анну в назначенном месте: она всё-таки приходит к маяку и утопает в объятиях Немо. И последнее слово Немо перед смертью — Анна. Это позволяет зрителю сделать вывод, что именно этот вариант и все события, которые вели к нему, — окончательный вариант жизни Немо.
12 февраля 2092 года в 05:50 утра господин Никто умирает, и в этот же самый момент время начинает идти вспять, и нам показывают сцены из его жизни.
Параллельно основному повествованию главный герой фильма в образе ведущего-документалиста в рамках развития сюжета по линии жизни с Анной либо Элизой сообщает зрителям всевозможные научные и псевдонаучные факты. В частности зрителю рассказывают о Большом Взрыве, в результате которого возникла Вселенная. И бесконечное течение времени есть не что иное, как расширение Вселенной после взрыва, которое, однако, имеет предел. Делается предположение о том, что когда ресурс расширения будет исчерпан, время пойдёт вспять, и Вселенная устремится к свёртыванию.

Когда я готовил этот фильм, я прочёл несколько научных трудов о временных факторах и соотношении пространства и времени. Это были сочинения по физике. Один из авторов — Илья Пригожин. Ничего из этих научных трудов я не понял, но в них была удивительная научная поэзия…
— Интервью режиссёра Жако Ван Дормаля 
У фильма есть несколько концовок: Немо с Анной кидают камни с пирса, повтор сцены с медленным танцем.

## В ролях

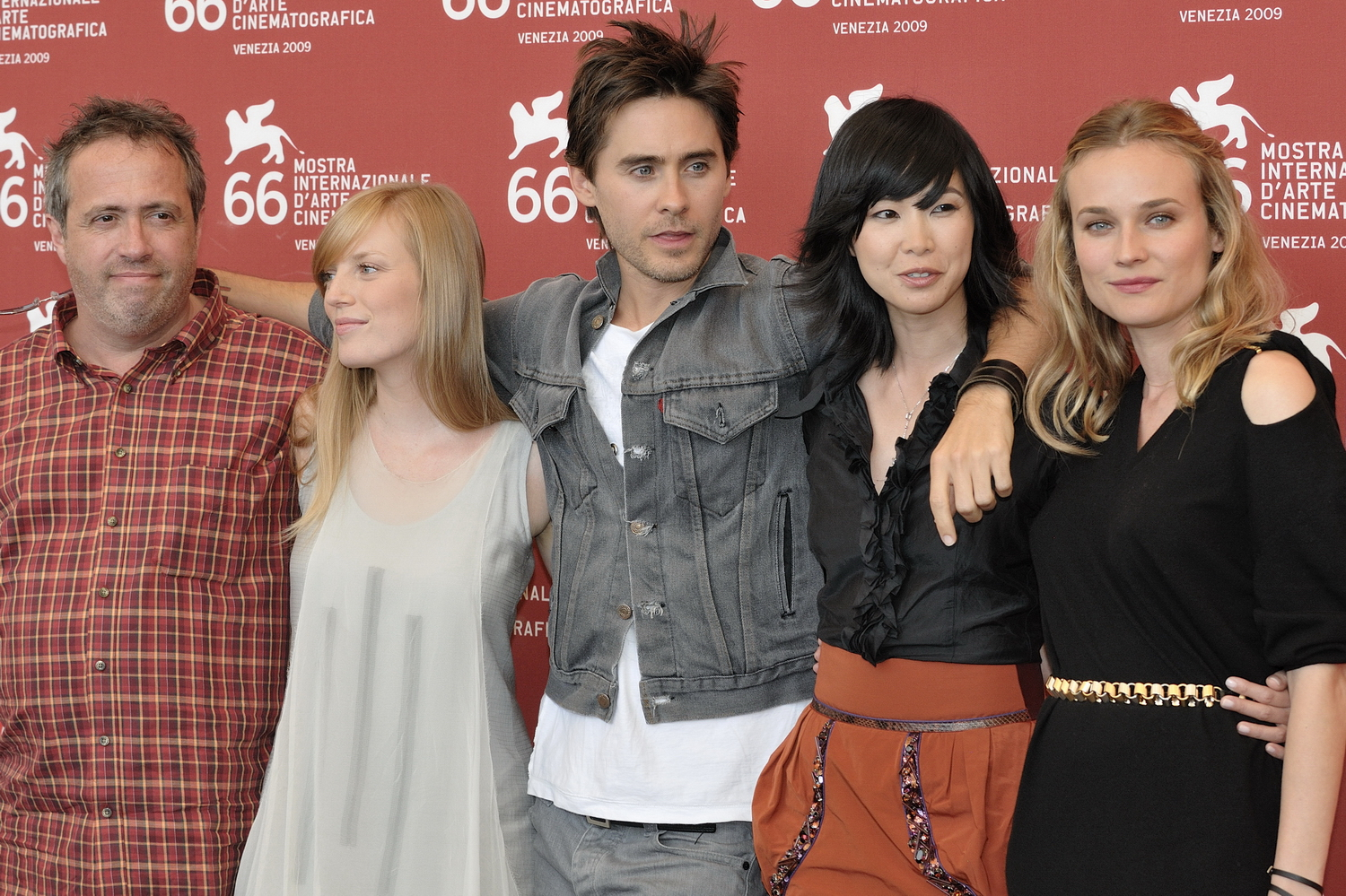
Жако Ван Дормаль, Сара Полли, Джаред Лето, Фам Линь Дан, Диана Крюгер

В съёмках фильма приняли участие следующие актёры:
- Джаред Лето — Немо Никто/Немо Никто в 118 лет
- Диана Крюгер — Анна
- Сара Полли — Элиза
- Фам Линь Дан — Джин
- Рис Иванс — отец Немо
- Наташа Литтл — мама Немо
- Тоби Регбо — Немо (15 лет)
- Джуно Темпл — Анна (15 лет)
- Клер Стоун — Элиза (15 лет)
- Одри Джакомини[англ.] — Джин (15 лет)
- Томас Бирн — Немо (9 лет)
- Дэниел Мейс — журналист
- Майкл Райли — Гарри
- Аллан Кордюнер — доктор Фельдхейм

## Саундтрек
- Бадди Холли — Everyday
- Эрик Сати — Je te veux
- Эрик Сати — Lent Et Grave
- Eurythmics — Sweet Dreams (Are Made of This)
- The Chordettes — Mr. Sandman
- Wallace Collection[англ.] — Daydream[англ.]
- Эрик Сати — Gnossienne No. 3
- Габриэль Форе — Pavane Op. 50
- Ханс Циммер — God Yu Tekkem Laef Blong Mi
- Иоганн Себастьян Бах — Прелюдия До-мажор, ХТК, 1 том
- Pixies — Where Is My Mind?
- Отис Реддинг — For Your Precious Love
- Elisabeth — Die Glocken
- Пьер Ван Дормаль — Mr. Nobody
- Пьер Ван Дормаль — Undercover
- Nena — 99 Luftballons
- Бенджамин Бриттен — Бенджамин Бриттен, Simple Symphony для струнного оркестра, 3 часть «Сентиментальная сарабанда»
- The Ink Spots — Into Each Life Some Rain Must Fall

## Работа над фильмом
Бельгийский режиссёр Жако Ван Дормаль задумал фильм в 2001 году, а к реализации идеи приступил в 2007.
Проект отличается тем, что снят на английском языке, который не является основным в Бельгии.
Режиссёр объяснил: «Идея фильма пришла ко мне на английском языке. Эта история охватывает очень длинные дистанции и временные промежутки. Одно из направлений в сюжете о мальчике, который должен сделать выбор между жизнью с матерью в Канаде или с отцом в Англии. Также есть англоговорящие актёры, с которыми я хотел поработать».
Дормаль начал съёмки с актрисой Сарой Полли в феврале 2007 года. Позже в главной роли Немо Никто был утвержден Джаред Лето. Актриса Ева Грин не прошла кастинг на роль Анны.
Бюджет фильма был утвержден ещё до съёмок и составил 37 млн евро, став одним из самых дорогих бельгийских фильмов на сегодняшний день. Половину средств предоставил французский продюсер Филипп Годо через свой центр Pan-Européenne, а другая половина от дистрибьюторов Wild Bunch и Pathé.
Производство заняло 120 дней, съёмки велись в Бельгии, Германии и Канаде.
Три жизни Немо, которые представлены в фильме, разделены при помощи цвета и музыкального сопровождения. «Дизайн» каждой жизни основан на работе британского фотографа Мартина Парра.
Во время съёмок Дормаль сделал уникальный шаг, опубликовав сценарий фильма. Режиссёр рассказал о масштабах: «Моим продюсерам не нравится, когда я так говорю, но по сути это экспериментальный фильм с большим бюджетом о разных жизнях одного человека, которые он может прожить в зависимости от того, какой выбор сделает. Речь идет о бесконечных возможностях, с которыми сталкивается каждый. И нет плохих или хороших выборов. Просто каждый из них создаст новую жизнь для вас. Самое интересное — быть живым».
Господин Никто был впервые показан на Венецианском кинофестивале 12 сентября 2009 года. Вышел в прокат в кинотеатрах Бельгии и Франции 13 января 2010 года.

## Критика
… Костюмы и оформление фильма впечатляют и дают всевозможным линиям сюжета свой доминирующий цвет… Хотя всё хорошо написано и инсценировано и также весьма остроумно и многозначительно, отдельные сцены редко вписываются в общую картину фильма.
— Variety

… как и «Бенджамин Баттон», фильм рассматривает очень серьёзные концепции, такие как бесчисленное количество возможностей, которые предлагает человеческая жизнь герою Немо Никто от 0 до 118 лет, через разные варианты жизни, основанные на его выборе. Это англоязычное произведение с большим бюджетом, показывает, что европейцы могут конкурировать в жанре sci-fi, где важна большая прибыль.
— Hollywood Reporter

## Награды
Фильм получил четыре награды и был номинирован ещё на три:
Награды
| Международный кинофестиваль в Каталонии  | 2009 | Лучший грим                                      |
| Международный кинофестиваль в Стокгольме | 2009 | Лучшая операторская работа                       |
| Венецианский международный кинофестиваль | 2009 | «Золотая Озелла» за выдающийся технический вклад |
| Венецианский международный кинофестиваль | 2009 | Награда «Biografilm»                             |

Номинации
| Международный кинофестиваль в Каталонии  | 2009 | Лучший фильм       |
| Международный кинофестиваль в Стокгольме | 2009 | «Бронзовая лошадь» |
| Венецианский международный кинофестиваль | 2009 | «Золотой лев»      |